# Liste der zentralen Sonnenfinsternisse in Europa im 21. Jahrhundert

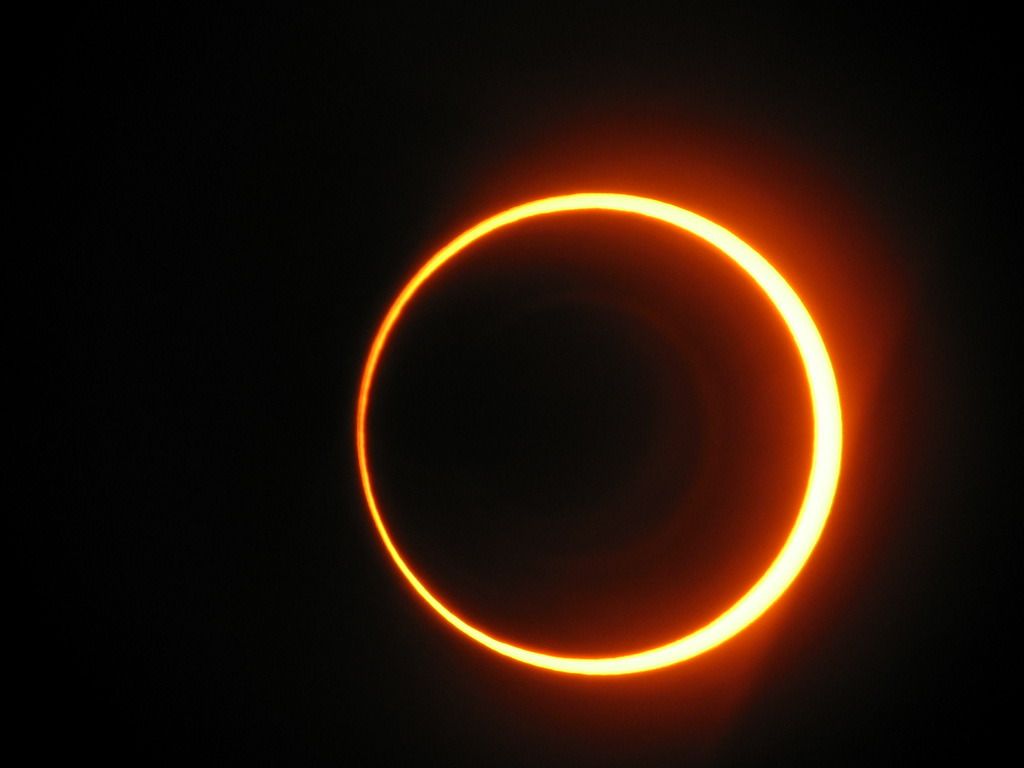
Ringförmige Sonnenfinsternis vom 3. Oktober 2005, gesehen in Spanien

Dieser Artikel enthält eine Liste aller Sonnenfinsternisse des 21. Jahrhunderts, die von Europa zentral, also ringförmig oder total, beobachtet werden konnten oder können. Als Ergänzung gibt es auch eine vollständige Liste aller Sonnenfinsternisse des 21. Jahrhunderts.
In Deutschland, Österreich oder der Schweiz ist dabei nur die Sonnenfinsternis vom 3. September 2081 total. Ringförmig zu sehen sind in diesem Gebiet im 21. Jahrhundert die Finsternisse vom 13. Juli 2075, vom 27. Februar 2082 und vom 23. Juli 2093.
In der Tabelle werden folgende Spalten verwendet:
- Datum: Die Angabe bezieht sich auf den Zeitpunkt der größten Finsternis (der nicht innerhalb Europas liegen muss) und ist in Terrestrischer Zeit (TT) angegeben.
- Art: Die Finsternisse der Tabelle sind total oder ringförmig, hybride Finsternisse kommen im 21. Jahrhundert in Europa nicht vor, partielle sind nicht in der Tabelle enthalten.
- Größe: Die maximale Größe der Finsternis entsprechend der von der NASA verwendeten Definition.
- Dauer: Ist die Dauer der totalen oder ringförmigen Phase der Finsternis an dem Ort, an dem die Achse des Kernschattenkegels des Monds dem Erdmittelpunkt am nächsten ist (Greatest Eclipse). Dies entspricht im Regelfall etwa der längsten Dauer der Finsternis. Dieser Ort muss bei den dargestellten Finsternissen nicht in Europa liegen.
- Sichtbarkeitsgebiet: Angegeben ist das Gebiet, in denen die Finsternis zentral ist, also ringförmig oder total zu sehen ist. Auch die Gebiete außerhalb Europas sind angegeben.

| Datum         | Art        | Größe | Dauer  | Sichtbarkeitsgebiet |
| ------------- | ---------- | ----- | ------ | --- |
| 31. Mai 2003  | Ringförmig | 0,938 | 03m37s | Island, Grönland |
| 3. Okt. 2005  | Ringförmig | 0,958 | 04m32s | Iberische Halbinsel, Ibiza, Libyen, Sudan, Kenia |
| 29. März 2006 | Total      | 1,052 | 04m07s | Afrika, Kastelorizo, Türkei, Georgien, Russland, Kasachstan, norden Mongolei                                                                                       |
| 1. Aug. 2008  | Total      | 1,039 | 02m27s | Kanada, Grönland, Kvitøya (Spitzbergen), Nowaja Semlja, Sibirien, Mongolei, China                                                                                  |
| 20. März 2015 | Total      | 1,045 | 02m47s | Nordatlantik, Färöer-Inseln, Spitzbergen |
| 12. Aug. 2026 | Total      | 1,039 | 02m18s | Nördlichstes Russland, östliches Grönland, westliches Island, Iberische Halbinsel, Balearen                                                                        |
| 2. Aug. 2027  | Total      | 1,079 | 06m23s | Südküste Spaniens, Gibraltar, Nordküste Afrikas, Arabische Halbinsel, Somalia                                                                                      |
| 26. Jan. 2028 | Ringförmig | 0,921 | 10m27s | Südamerika, Iberische Halbinsel |
| 1. Juni 2030  | Ringförmig | 0,944 | 05m21s | Nordafrika, Malta, Griechenland, Türkei, südöstliches Bulgarien, südöstliches Ukraine, Russland, Kasachstan, China, Japan                                          |
| 21. Juni 2039 | Ringförmig | 0,945 | 04m05s | Alaska, Nordkanada, Norwegen, Mittelschweden, Südfinnland, Baltikum, Russland                                                                                      |
| 11. Juni 2048 | Ringförmig | 0,944 | 04m58s | USA, Kanada, Grönland, Island, Mittelnorwegen, Mittelschweden, Baltikum, Russland, Turkmenistan, Afghanistan                                                       |
| 12. Sep. 2053 | Total      | 1,033 | 03m04s | Gibraltar, Nordküste Afrikas, Arabische Halbinsel, Indonesien |
| 5. Nov. 2059  | Ringförmig | 0,942 | 07m00s | Südfrankreich, Sardinien, Nordostafrika, Malediven, Indonesien |
| 30. Apr. 2060 | Total      | 1,066 | 05m15s | Brasilien, West- und Nordafrika, Zypern, Türkei, Kasachstan, China                                                                                                 |
| 20. Apr. 2061 | Total      | 1,048 | 02m37s | Ukraine, Russland, Kasachstan, Spitzbergen, Arktischer Ozean |
| 22. Juni 2066 | Ringförmig | 0,943 | 04m40s | Russland, USA, Kanada, Azoren |
| 13. Juli 2075 | Ringförmig | 0,947 | 04m45s | Nordöstliches Spanien, Südfrankreich, Italien, südöstliches Österreich, Osteuropa, Russland                                                                        |
| 3. Sep. 2081  | Total      | 1,072 | 05m33s | Frankreich, Schweiz, Süddeutschland, Österreich, Slowenien, Bulgarien, Türkei, Syrien, Irak, Arabische Halbinsel                                                   |
| 27. Feb. 2082 | Ringförmig | 0,930 | 08m12s | Südamerika, Iberische Halbinsel, Südfrankreich, Italien, Süddeutschland, Österreich                                                                                |
| 3. Juli 2084  | Ringförmig | 0,942 | 04m25s | Russland, USA, Kanada |
| 21. Apr. 2088 | Total      | 1,047 | 03m58s | Kap Verde, Westsahara, Mauretanien, Mali, Algerien, Tunesien, Italien, Malta, Griechenland, Türkei, Georgien, Russland, Kasachstan, Usbekistan, Kirgisistan, China |
| 23. Sep. 2090 | Total      | 1,056 | 03m36s | Kanada, Grönland, Großbritannien, Frankreich, Belgien |
| 23. Juli 2093 | Ringförmig | 0,946 | 05m11s | Nordamerika, Karibik, Britische Inseln, Niederlande, Deutschland, Tschechien, Slowakei, östliches Ungarn, Rumänien, Türkei, Irak, Iran, Afghanistan, Pakistan      |
| 11. Mai 2097  | Total      | 1,054 | 03m10s | Nordamerika, Nordeuropa |